# Robert Reborn
Robert Reborn is een Britse horrorfilm uit 2019, geschreven en geregisseerd door Andrew Jones. De film is het vervolg op The Revenge of Robert the Doll uit 2018 en de vijfde film uit de Robert-franchise. De film is geïnspireerd door een spookachtige pop genaamd Robert.

## Verhaal
In 1951 ligt Jozef Stalin in de Sovjet-Unie op sterven. KGB-agent Stoichkov ontdekt tijdens een show van de speelgoedmaker, dat de man met poppen meer moet weten over het mysterieus boek om Stalin in leven te houden. De speelgoedmaker wordt door Stalins handlangers met een vliegtuig naar Moskou ontvoerd, maar wordt gered door zijn poppen. Het vliegtuig zal uiteindelijk neerstorten in het Verenigd Koninkrijk.

## Rolverdeling
| Acteur           | Personage    |
| ---------------- | ------------ |
| Lee Bane         | The Toymaker |
| Rahel Kapsaski   | Olga         |
| Dennis Farrin    | Stoichkov    |
| Paris Stangl     | Romanov      |
| Peter Svatik     | Petrov       |
| David Lenik      | Adler        |
| Klemens Koehring | Herzog       |
| David Lyndon     | Landon Fox   |
| Brendan Purcell  | Peters       |

## Release
De film ging in première op 24 juni 2019 in het Verenigd Koninkrijk.